# Мартелли, Отелло
Оте́лло Марте́лли (итал. Otello Martelli; 19 марта 1902, Рим, Лацио, Италия — 20 февраля 2000, там же) — итальянский кинооператор.

## Биография
В 1917—1918 годах был помощником оператора, а с 1919 года начал работать в киноинституте «Луче» как оператор-документалист. Так, в 1928 году он снял полнометражный документальный фильм «Песнь об Арктике». В 1936—1945 годах снял множество фильмов, как правило, коммерческого характера. Его творческий почерк стал развиваться, начиная с фильма «Старая гвардия» Блазетти, одного из ярких представителей неореализма, с мастерами которого он создал лучшие свои картины. После окончания Второй мировой войны, сотрудничал с такими режиссёрами, как Росселлини, Де Сантис, Феллини, и другими.

## Избранная фильмография

### Оператор
- 1919 — Графиня Сара / La contessa Sara (к/м)
- 1923 —  / Oltre la legge
- 1925 — Юность дьявола / La giovinezza del diavolo
- 1925 —  / Consuelita
- 1927 —  / Anita o il romanzo d'amore dell'eroe dei due mondi
- 1934 — Старая гвардия / Vecchia guardia
- 1934 — Кардинал Ламбертини / Il cardinale Lambertini
- 1934 —  / La mia vita sei tu
- 1935 — Дам миллион / Darò un milione (с Карло Монтуори)
- 1936 —  / Vivere!
- 1936 —  / Un bacio a fior d'acqua
- 1937 —  / Gli uomini non sono ingrati
- 1937 — Руки прочь! / Fermo con le mani!
- 1938 — Графиня из Пармы / La contessa di Parma
- 1938 —  / L'antenato
- 1938 —  / Chi è più felice di me?
- 1939 —  / Io, suo padre
- 1939 —  / Papà per una notte
- 1939 —  / Follie del secolo
- 1940 —  / Il signore della taverna
- 1940 — Кин / Kean
- 1940 — Лукреция Борджиа / Lucrezia Borgia
- 1940 —  / Miseria e nobiltà
- 1941 — Король цирка / Il re del circo
- 1941 — Венецианский палач / Il bravo di Venezia
- 1942 —  / Capitan Tempesta
- 1942 — Трагическая ночь / Tragica notte
- 1942 — Дон Жуан / Don Giovanni
- 1942 — Горгона / La Gorgona
- 1943 —  / La carica degli eroi
- 1945 —  / Quartieri alti
- 1946 — Пайза / Paisà
- 1947 —  / Il duomo di Milano
- 1947 — Великая заря / La grande aurora
- 1947 — Последняя любовь / Ultimo amore
- 1947 — Трагическая охота / Caccia tragica
- 1948 — Любовь / L' Amore
- 1949 — Золотая Мадонна / The Golden Madonna
- 1949 — Чёрная магия / Black Magic
- 1949 — Горький рис / Riso amaro
- 1950 — Стромболи, земля Божья / Stromboli
- 1950 — Огни варьете / Luci del varietà
- 1950 — Франциск, менестрель Божий / Francesco, giullare di Dio
- 1950 — Две жены — это слишком много / Due mogli sono troppe
- 1951 — Анна / Anna
- 1952 — Рим в 11 часов / Roma ore 11
- 1953 — Дайте мужа Анне Дзакео / Un marito per Anna Zaccheo (в советском прокате «Утраченные грёзы»)
- 1953 — Маменькины сынки / I vitelloni
- 1953 — Негодяй / Carne de horca
- 1953 — Мы — женщины / Siamo donne
- 1954 — Дорога / La strada
- 1954 — Дни любви / Giorni d'amore
- 1954 — Женщина с реки / La donna del fiume
- 1955 — Мошенники / Il bidone
- 1956 — Счастье быть женщиной / La fortuna di essere donna
- 1957 — Гуэндалина / Guendalina
- 1957 — Ночи Кабирии / Le notti di Cabiria (с Альдо Тонти)
- 1957 — Этот жестокий век / This Angry Age
- 1957 — Отдых в Искья / Vacanze a Ischia
- 1958 — Закон / La legge
- 1959 — Сладкая жизнь / La dolce vita
- 1960 — Истории Революции / Historias de la revolución
- 1961 — Девушка в витрине / La ragazza in vetrina
- 1962 — Боккаччо-70 / Boccaccio '70
- 1962 — Рыжеволосая / Die Rote
- 1963 — Учитель из Виджевано / Il maestro di Vigevano
- 1964 — Сирано и д'Артаньян / Cyrano et d'Artagnan
- 1964 — Моя госпожа / La mia signora
- 1964 — Женщина – это нечто прекрасное / La donna è una cosa meravigliosa
- 1965 — Три лица / I tre volti
- 1965 — Выбор натуры в Палестине для «Евангелия от Матфея» / Sopralluoghi in Palestina per il vangelo secondo Matteo (д/ф)
- 1965 — Домашнее хозяйство по-итальянски / Menage all'italiana
- 1966 — Три пистолета против Чезаре / Tre pistole contro Cesare